# Décrets de Carlsbad
 (juillet 2018).
Si vous disposez d'ouvrages ou d'articles de référence ou si vous connaissez des sites web de qualité traitant du thème abordé ici, merci de compléter l'article en donnant les références utiles à sa vérifiabilité et en les liant à la section « Notes et références ».
Les décrets de Carlsbad ou décrets de Karlsbad (en allemand Karlsbader Beschlüsse) sont une série de textes de loi répressifs issus de la Conférence de Carlsbad (en tchèque : Karlovy Vary), édictés le 20 septembre 1819.
Cette rencontre entre dirigeants autrichiens et prussiens, sous l'égide du chancelier von Metternich visait entre autres à contrer les effets des idées libérales qui se répandaient alors au sein de la Confédération germanique.

## Contexte
Les étudiants allemands se sont largement engagés dans la libération de l'Allemagne, sous le joug français depuis 1806, notamment par les corps francs. La paix revenue, les étudiants d'Iéna fondent des confréries d'inspiration libérale, ou Burschenschaften, afin de promouvoir l'idée de l'unité allemande au sein de l'université. Certains Allemands, en particulier des étudiants et professeurs, considérés comme bourgeois intellectuels, sont en effet déçus du peu de réformes démocratiques menées depuis la chute de Napoléon : ils déplorent en particulier l'absence de liberté de la presse et de liberté d'association.
En 1817, ils décident de propager leur idéal (création d'un État national et adoption d'une constitution libérale) à travers l'Allemagne en organisant la Fête de la Wartbourg. Cette manifestation attise la défiance des conservateurs à la tête des états de la Confédération germanique. L’assassinat d’August von Kotzebue par l'étudiant en théologie Karl Ludwig Sand, en mars 1819, offre un prétexte idéal pour renforcer le contrôle des gouvernements sur l’université.

## Les décrets
En dix points liberticides, ils établissent que les publications seront soumises à la censure, les universités placées sous le contrôle d'observateurs de l'État, etc.

### Concernant l'Université
1. Un représentant spécial du souverain de chaque État est nommé pour chaque université avec instructions précises et pouvoirs étendus. Il doit résider là où l'université est établie. Son rôle est essentiellement disciplinaire et de contrôle. Les universités, parfois autogérées, souvent pôle de propagation des idées libérales voire révolutionnaires, se voient mises sous la coupe de l'État.
2. Les États confédérés se doivent une assistance mutuelle pour écarter les professeurs qui ont « professé des doctrines hostiles à l'ordre public ». Le corps professoral se voit donc expurgé de ses éléments libéraux qui ne peuvent trouver ailleurs un refuge ou un emploi professoral.
3. Les lois qui interdisent les sociétés secrètes au sein des universités doivent être appliquées strictement. C'est la fin des Unions estudiantines (Burschenschaft), particulièrement efficaces dans la communication inter-universitaire. Le représentant spécial du souverain est, bien entendu, chargé du contrôle de l'application de cette clause; de plus: «Les gouvernements des États confédérés se doivent de ne pas employer dans leurs services publics respectifs les membres de ces sociétés secrètes».
4. Si un étudiant est expulsé d'une université sur décision de son conseil ou du représentant spécial, il ne doit pas être accepté dans une autre université. Ce qui vaut pour le corps professoral s'applique donc aussi aux étudiants.

### Concernant la liberté de la presse
Toute publication quotidienne ou non, dont le tirage dépasse les vingt exemplaires, doit être préalablement approuvée par les autorités des États de la Confédération germanique. Pour mieux museler la liberté de la presse, les décrets de Carlsbad imposent aux États de contrôler leur presse et, afin qu'un souverain trop libéral ne permette la circulation, depuis son État, des idées subversives craintes par Metternich, les décrets donnent au pouvoir confédéral le droit d'intervenir en la matière.
1. Chaque État est responsable de l'application du contrôle préalable des publications, non seulement sur son territoire mais eu égard à la Confédération, en ce qui concerne les atteintes à la sécurité, la constitution ou l'administration des États.
2. L’Assemblée confédérale a le droit, de sa propre initiative, sans avoir à être saisie, de supprimer une publication qui aurait contrevenu à l'honneur de la Confédération, sa sécurité ou celle des États membres, à la paix et la quiétude de l'Allemagne. Cette décision (laissée au bon vouloir d'une commission spécialement nommée) est sans appel et les gouvernements respectifs se doivent de l'appliquer.
3. Quand un journal ou un périodique est frappé d'interdiction par la Diète, son éditeur ne peut, dans les cinq ans suivant la décision, publier sur le territoire de la Confédération.

### Établissement d'un conseil de surveillance à Mayence
1. Un conseil de surveillance confédéral est établi à Mayence.
2. Son objet est de surveiller les activités révolutionnaires, les sociétés secrètes ou non, les complots divers, les activités « démagogiques » des associations d'individus pour y contrevenir. Son champ est donc large, il peut se fonder sur des évidences ou des suspicions, voire des « craintes » de complot contre la quiétude de la Confédération ou de ses États membres.
3. Le conseil de surveillance confédéral doit informer la Diète, de temps à autre, des résultats de ses activités.